# Jernbanetorget (metropolitana di Oslo)
Jernbanetorget è una stazione della metropolitana di Oslo. Prende il nome dall'omonima piazza che si affaccia sulla stazione di Oslo Centrale, a cui è direttamente collegata.
È la stazione più trafficata della locale rete metroviaria. È inoltre una delle sei stazioni ad essere situata su tutte e cinque le linee del locale sistema metroviario tramite il cosiddetto tunnel comune, insieme alle altre stazioni Majorstuen, Nationaltheatret, Stortinget, Grønland e Tøyen.
Jernbanetorget aprì i battenti il 3 marzo 1894 come fermata della rete tranviaria di Oslo, la quale è tuttora esistente. La stazione della metropolitana, che giace a 5,2 metri sotto il livello del mare, venne inaugurata invece nel 1966: essa rappresentò un capolinea per alcuni anni fino alla costruzione della stazione Stortinget, aperta a sua volta nel 1977.